# Rhamphinina pica
Rhamphinina pica är en tvåvingeart som först beskrevs av Fabricius 1805.  Rhamphinina pica ingår i släktet Rhamphinina och familjen parasitflugor. Inga underarter finns listade i Catalogue of Life.